# Blithe
Blithe var ett popband från Umeå. Bandet startade som ett Pixies coverband 1990. Bandet bestod av Emil Ödling (sång, gitarr), Mattias Norlander (gitarr), Nils Forsberg (bas) och Johan Nilsson (trummor). De debuterade 1991 med Soft demo.

## Album
- 1991 – Soft demo (MC) Powers of Flowers: POF 001 (demo)

- 1991 – Blithe (LP) Garageland: BF 642

- 1992 – Pagan rituals under a midnight sun (CD) Westside: WECD 038

- 1996 – Head is mighty (CD) Westside: WECD 057 1993, Alias: 60104-2 1996 , Pioneer LCD

- 1996 – Verse chorus verse (CD) Westside: WECD 093 1995, Pioneer LCD 1995, A106 CD Only promo 1996, Alias: 60106-2

## Singlar
- 1995 – Hardliner ("7") Alias: 60114-7 1995

## Medverkan på samlingsskivor
- 1992 – Ugly, The vanishing boy Various: North of No South - compilation one CD North of No South: NONSCD01

- 1993 – Wallace wood Various: West Side strikes back: vol IV CD Westside: WECD 046

- 1994 – Allegiance Various: We're all part of a family CD Westside: WECD 073

- 1994 – Head is mighty Various: Making new friends CD Westside: WECD 084

- 1994 – Big one Various: SOM presents the best in Swedish pop 1994 CD SOM: SOMCD 1/94

- 1994 – Allegiance Various: Around the World with Sticky Records 7" Sticky: STICKY12 (A picture ep split between A Shrine, Bear Quartet, Puffin and Blithe)

- 1996 – Bay of souls Various: The 23 enigma CD 1995 Westside: WECD 095, CD Pioneer LCD PICP-1078

- 1995 – Bike helmet, No comfort holden Various: Coffee cup and apple sauce CD West Side Fabrication/Pioneer LDC: PICP-1049

- 1995 – Bay of souls, I guess yes Various: On the outskirts of a small town 2CD Westside: WECD 101

- 1996 – Arctic cathartic Various: Give ear! CD  Westside: WECD 125

- 1996 – No comfort holden Various: CMJ New Music Monthly - December 1996 (Volume 40) CD 1996 Alias/cmj:

- 1997 – Arctic cathartic Various: Popstad Umeå 1997 CD North of No South: NONSPROMO6 promo (digipak)

- 2007 – No comfort holden Various: Scandinavian indie, now and then CD Westside: WECD SAM0207